# 한흥표
한흥표(韓興杓, 1948년 ~ )는 조선민주주의인민공화국의 정치인이다. 전 함경북도 인민위원회 위원장이며, 조선로동당 중앙위원회 정치국 위원이다.

## 경력
2002년 7월 함경북도 인민위원회 부위원장을 거쳐 2003년 함경북도 청진시 인민위원장을 역임했다. 2009년 10월부터 2011년 8월까지 함경북도 인민위원회 위원장을 지냈다. 2010년 9월, 조선로동당 중앙위원회 위원에 선임되었다.